# Pyrrhula erythaca

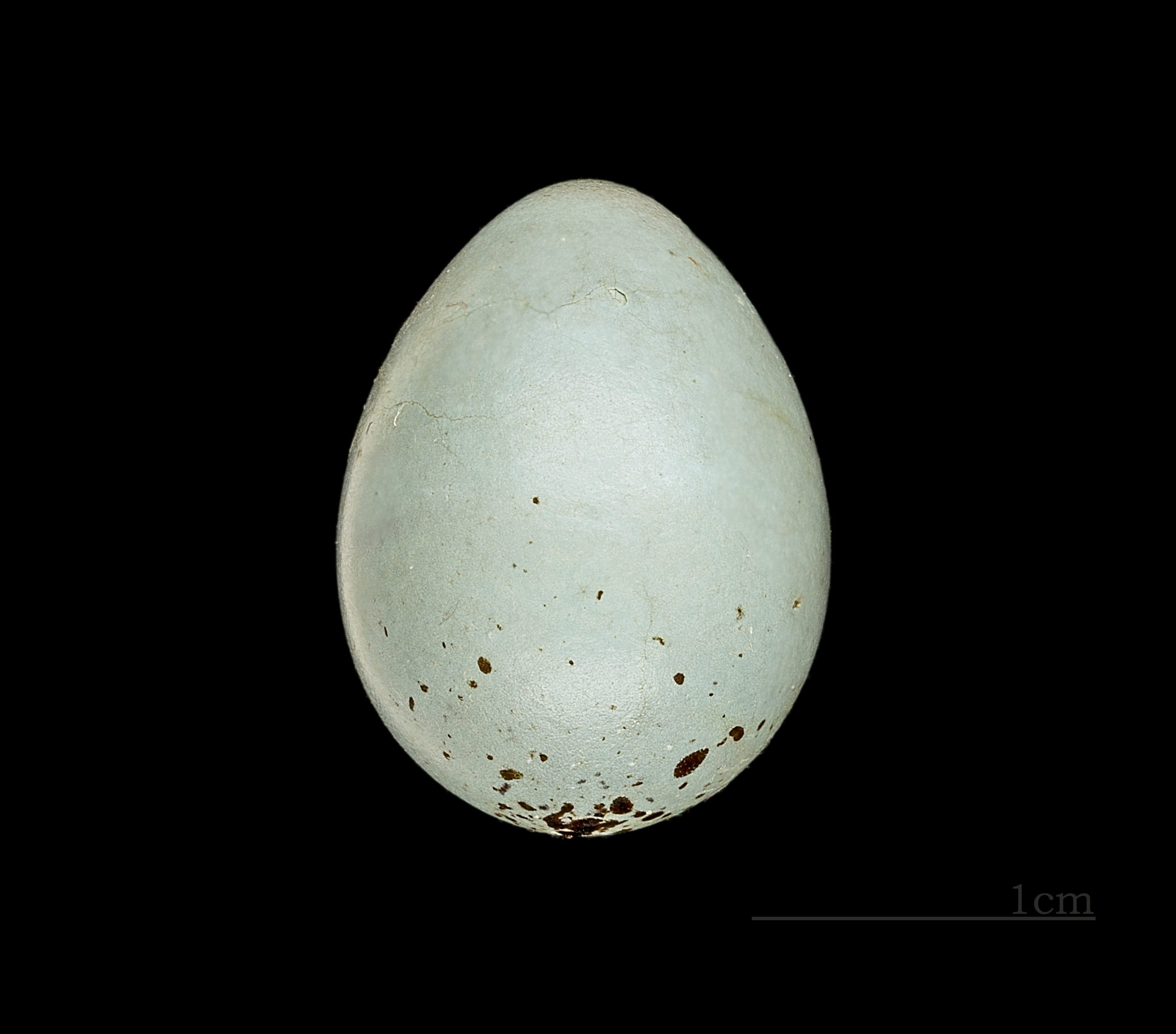
Pyrrhula erythaca MHNT

Pyrrhula erythaca é uma espécie de ave da família Fringillidae.
Pode ser encontrada nos seguintes países: Butão, China, Índia, Myanmar, Nepal e Taiwan.
Os seus habitats naturais são: florestas boreais e florestas temperadas.